# Minasteron minusculum
Espèce
Minasteron minusculum est une espèce d'araignées aranéomorphes de la famille des Zodariidae.

## Distribution
Cette espèce est endémique d'Australie-Occidentale.

## Description
Le mâle holotype mesure 3,06 mm et la femelle paratype 3,52 mm.

## Publication originale
- Baehr & Jocqué, 2000 : Revisions of genera in the Asteron-complex (Araneae: Zodariidae). The new genera Cavasteron and Minasteron. Records of the Western Australian Museum, vol. 20, p. 1-30 (texte intégral).